# Art néerlandais

La Ronde de nuit, de Rembrandt (1642, Rijksmuseum Amsterdam).

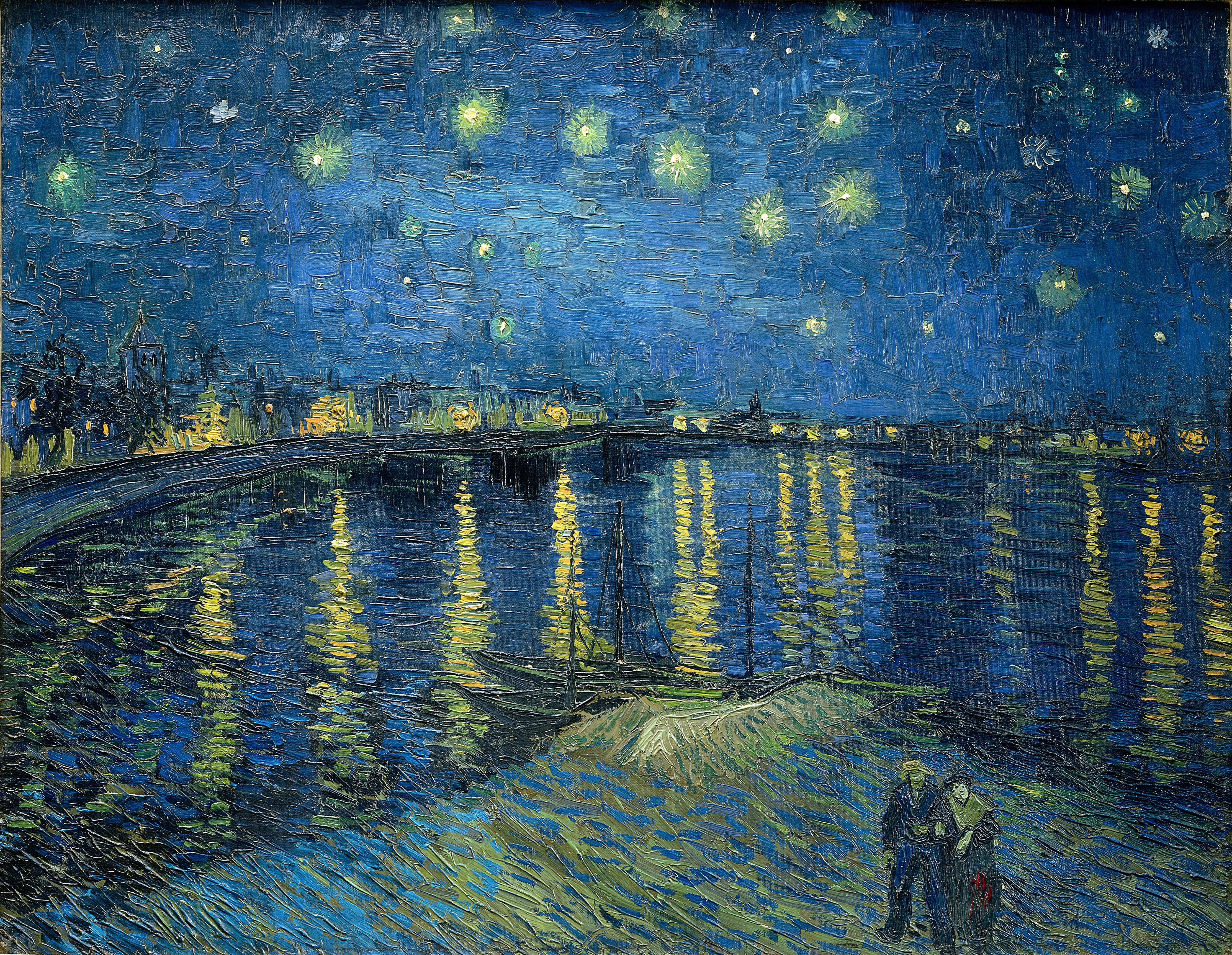
La Nuit étoilée, de Vincent van Gogh (1888, Musée d'Orsay, Paris).

 (avril 2023).
Si vous disposez d'ouvrages ou d'articles de référence ou si vous connaissez des sites web de qualité traitant du thème abordé ici, merci de compléter l'article en donnant les références utiles à sa vérifiabilité et en les liant à la section « Notes et références ».
L'art néerlandais est la somme des arts visuels produits aux Pays-Bas après la séparation des Provinces-Unies et de la Flandre. La peinture antérieure dans la région est désignée par les Primitifs flamands (XVe et XVIe siècles) et la Renaissance flamande (XVIe siècle).
L'histoire de l'art néerlandais est dominée par l'Âge d'or de la peinture néerlandaise, qui s'étend principalement de 1620 à 1680. Un style très distinct et de nouveaux types de peinture ont alors été développés, tout en conservant des liens étroits avec la peinture baroque flamande. Au cours du XVIIe siècle, les villes néerlandaises ont connu un climat artistique sain. Par exemple, entre 1605 et 1635, plus de 100 000 peintures ont été produites à Haarlem. À cette époque, le taux de possession d'œuvres d'art dans la ville était de 25 %, un record. Après la fin du Siècle d'or, la production de peintures est restée élevée, mais son influence sur le reste de l'Europe a baissé.
De nombreux peintres, sculpteurs et architectes du XVIIe siècle sont appelés « maîtres néerlandais » ou « maîtres hollandais », tandis que les artistes antérieurs sont généralement considérés comme faisant partie de la « tradition néerlandaise ». Le fait qu'une œuvre soit étiquetée ou cataloguée comme « École néerlandaise » ou « École hollandaise » sans autre attribution indique qu'il n'est pas possible de déterminer l'identité de l'artiste qui l'a réalisée.
L'École de La Haye (XIXe siècle) a réinterprété l'éventail des sujets du Siècle d'or en termes contemporains et a fait de la peinture néerlandaise un leader européen. Dans les mouvements artistiques qui se sont succédé depuis le XIXe siècle, la contribution néerlandaise est surtout connue par les travaux de Vincent van Gogh et de Piet Mondrian, même si tous deux ont réalisé leurs meilleures œuvres en dehors des Pays-Bas et ont mis un certain temps à être appréciés. L'impressionnisme d'Amsterdam a eu un impact essentiellement local, mais le mouvement De Stijl, dont Mondrian était membre, a eu une influence à l'étranger.

## Âge d'or de la peinture néerlandaise

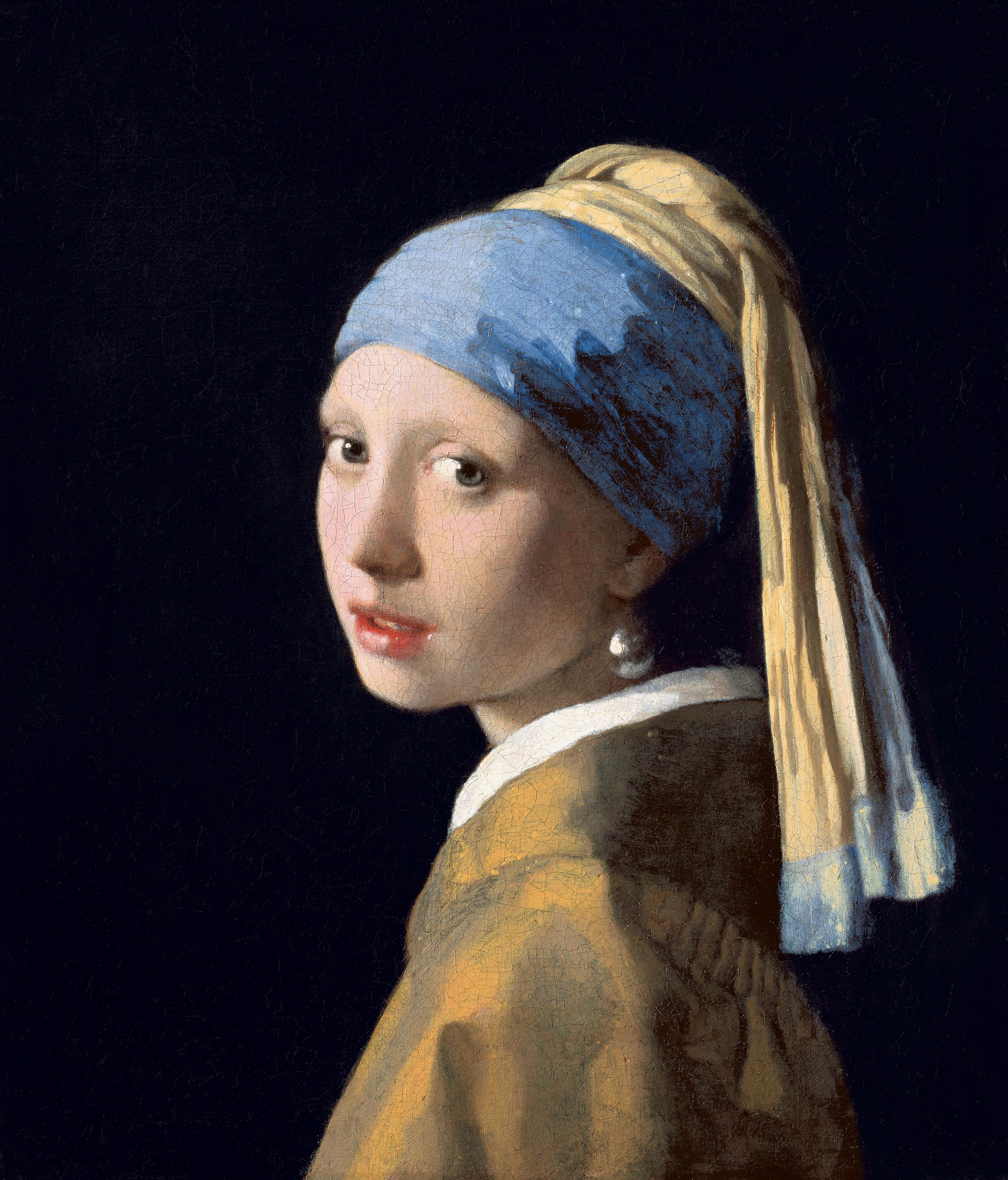
La Jeune Fille à la perle, de Johannes Vermeer, est souvent considérée comme l'œuvre la plus connue de l'art néerlandais.

Les arts visuels produits pendant le Siècle d'or néerlandais sont parmi les plus acclamées du monde occidental pendant tout le XVIIe siècle. La production picturale est extrêmement conséquente, à tel point que les prix baissent fortement au cours de cette période, l'offre supérant la demande. À partir des années 1620, la peinture néerlandaise rompt de manière décisive avec le style baroque, caractérisé par Rubens dans les Flandres voisines, pour adopter un style de représentation plus réaliste, très axé sur le monde réel. Les peintres néerlandais s'adonnent à tous les genres picturaux : la peinture d'histoire, le portrait, la scène de genre, les paysages bucoliques ou urbains et la nature morte. Dans les quatre dernières catégories, les peintres néerlandais établissent des styles dont l'art européen a dépendu pendant les deux siècles suivants. Les peintures portent souvent un sous-texte moralisateur. L'âge d'or ne s'est jamais vraiment remis de l'invasion française de 1672, l'année désastreuse, bien qu'il y ait eu une période creuse qui a duré jusqu'en 1710 environ.
Les peintres néerlandais, surtout dans les provinces du Nord, tentent de susciter des émotions chez le spectateur en le laissant assister à une scène de profonde intimité. La peinture de portraits prospère ainsi aux Pays-Bas tout au long de ce siècle. De nombreux portraits sont commandés par des particuliers fortunés. De même, les portraits de groupe sont souvent commandés par des membres éminents de la garde civile d'une ville, par des conseils d'administration et des régents, etc. Souvent, les portraits de groupe sont payés par chaque personne représentée individuellement. Le montant payé détermine ainsi la place de chaque personne dans l'image, soit de la tête aux pieds en costume d'apparat au premier plan, soit à visage découvert à l'arrière du groupe. Parfois, tous les membres du groupe payent la même somme, ce qui peut donner lieu à des querelles lorsque certains membres occupent une place plus importante que d'autres dans le tableau. Les allégories, dans lesquelles les objets peints véhiculent une signification symbolique du sujet, sont souvent utilisées. De nombreuses peintures de genre, qui semblent ne représenter que la vie quotidienne, illustrent en réalité des proverbes et des dictons néerlandais, ou transmettent un message moralisateur, dont le sens n'est pas toujours facile à déchiffrer de nos jours. Les thèmes favoris des paysages néerlandais sont les dunes le long de la côte occidentale, les rivières avec leurs larges prairies attenantes où paisse le bétail, et souvent la silhouette d'une ville dans le lointain.

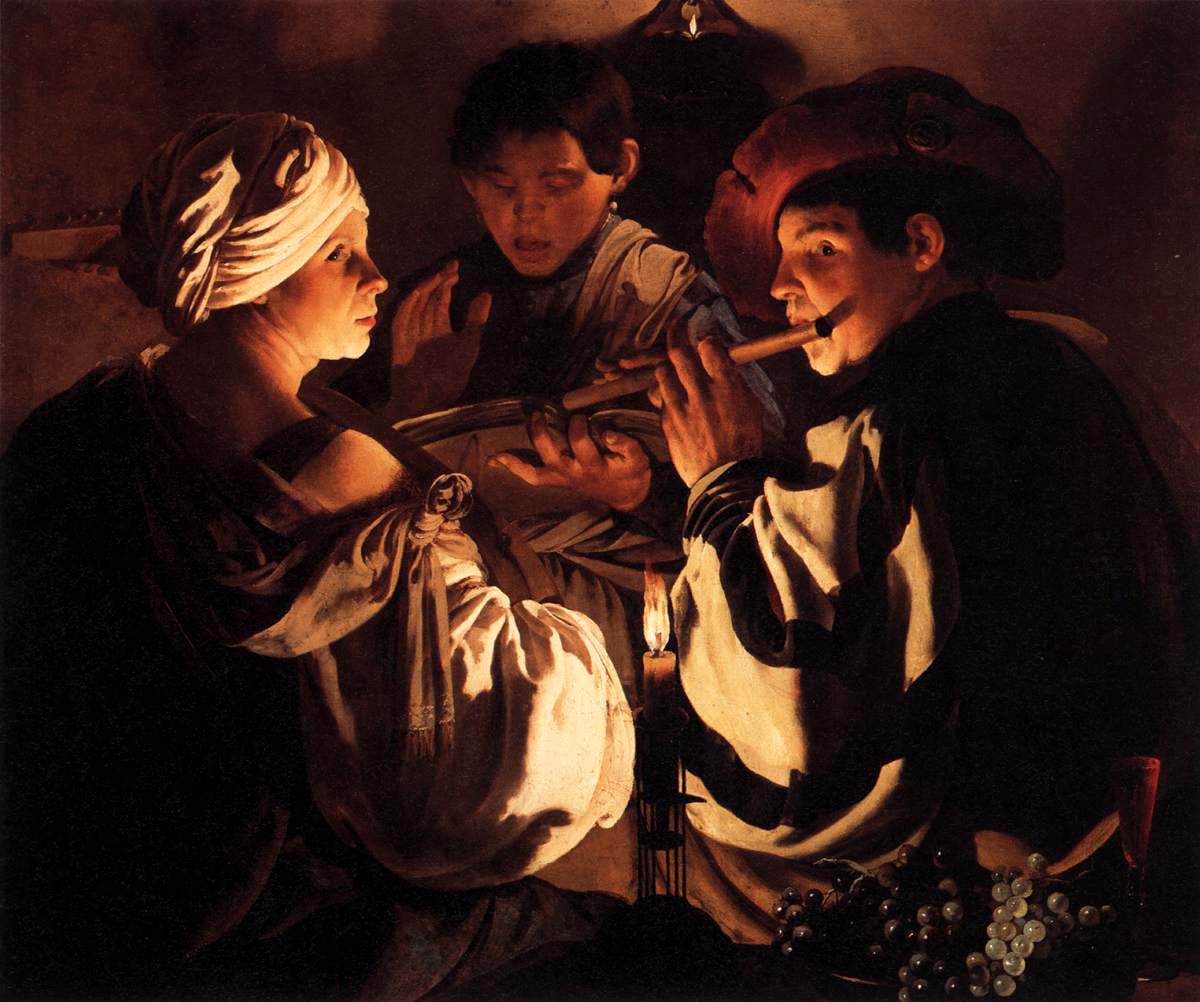
Le Concert, de Hendrick ter Brugghen, caractéristique de l'école d'Utrecht (1627, National Gallery, Londres).

L'école d'Utrecht, un groupe de peintres actifs dans la ville d'Utrecht au début du XVIIe siècle, fait partie de la mouvance baroque. Ils ont tous été fortement influencés par le Caravage, mort en 1610. Les Bamboccianti sont un groupe de peintres de genre hollandais actifs à Rome de 1625 à 1700, pendant le haut et le bas baroque. Leurs œuvres sont généralement de petites peintures de salon ou des gravures de la vie quotidienne, notamment de paysans dans des scènes pittoresques.
En 1631, Rembrandt a déjà acquis une telle réputation qu'il reçoit plusieurs commandes de portraits et d'autoportraits en provenance d'Amsterdam. Vers 1640, son œuvre devient plus sobre, reflétant les tragédies familiales qu'il a vécues. L'exubérance est remplacée par des émotions plus sincères. Les scènes bibliques sont désormais plus souvent tirées du Nouveau Testament que de l'Ancien. L'un de ses tableaux les plus célèbres est La Ronde de nuit, achevé en 1642, à l'apogée de l'âge d'or hollandais. Le tableau a été commandé pour être accroché dans la salle de banquet du tout nouveau Kloveniersdoelen (salle de réunion des mousquetaires) à Amsterdam.
Les œuvres de Johannes Vermeer sont admirées pour leurs couleurs transparentes, leur composition soignée et leur utilisation brillante de la lumière. Vermeer peint surtout des scènes d'intérieur domestique, et même ses deux paysages connus sont encadrés d'une fenêtre. Les scènes d'intérieur sont généralement des scènes de genre ou des portraits.

## XIXesiècle

### L'École de La Haye

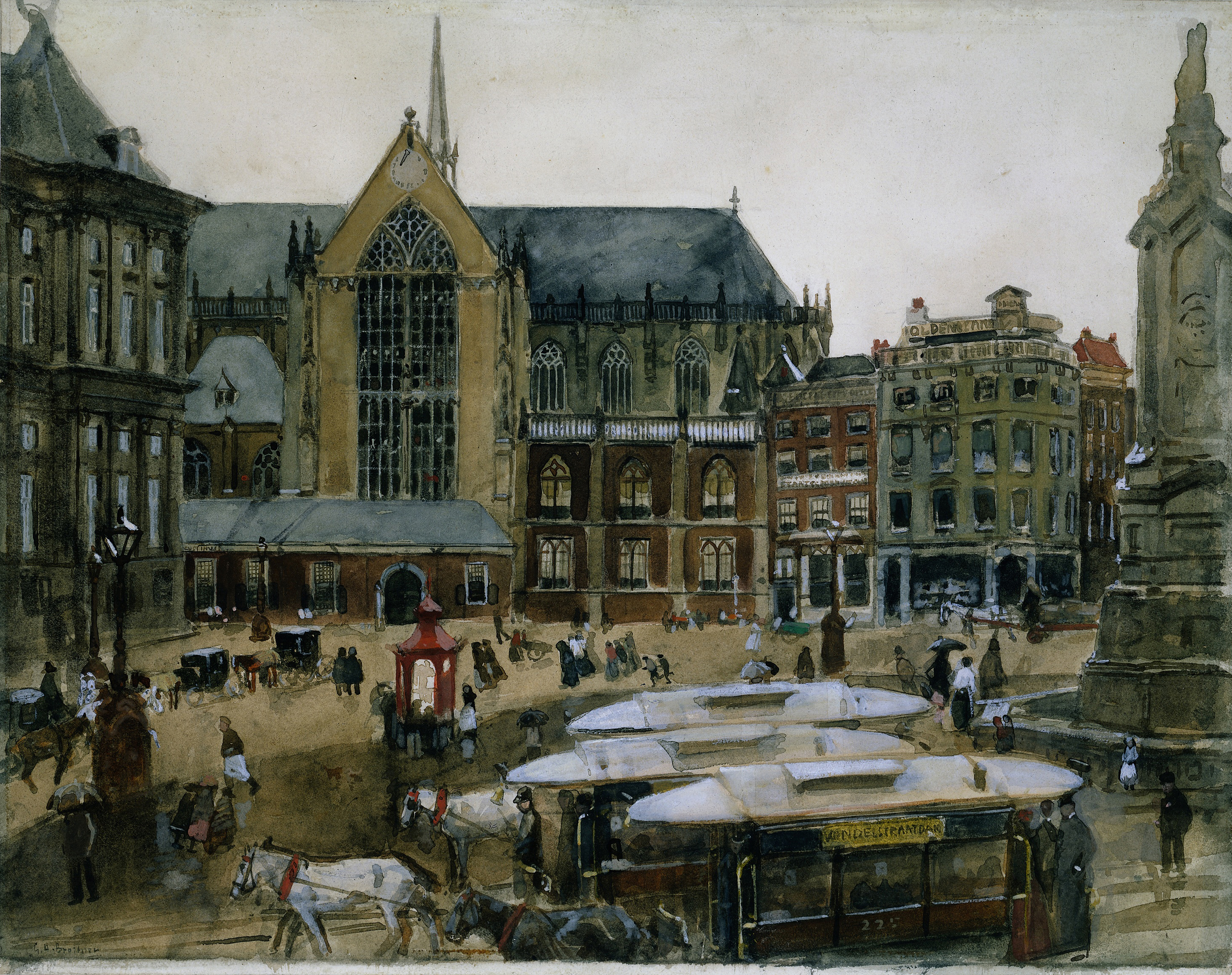
Le Dam, Amsterdam, de George Hendrik Breitner (c. 1895, Rijksmuseum Amsterdam).

Au XIXe siècle, les Pays-Bas sont très en retard sur les tendances et les écoles artistiques les plus récentes. Johan Barthold Jongkind, probablement le peintre et graveur néerlandais le plus connu de la première moitié du XIXe siècle, après avoir reçu une formation artistique dans son pays, s'installe en France et passe la majeure partie de sa vie à Paris.

Parallèlement, l'art néerlandais réagit aux tendances réalistes qui se développent en France à peu près à la même époque. L'École de La Haye est déjà active au tournant du XIXe siècle, avec notamment Jozef Israëls. Jacob Maris montre tout ce qu'il y a de plus grave ou de plus lumineux dans le paysage hollandais, tout ce qu'il y a de plus lourd ou de plus clair dans son atmosphère.  

« Aucun peintre n'a aussi bien exprimé les effets éthérés, baignés d'air et de lumière à travers un brouillard argenté flottant, qui font les délices des peintres, et les horizons lointains caractéristiques brouillés par la brume, ou encore le temps gris et lumineux de la Hollande. »

— Philippe Zilcken[réf. nécessaire]

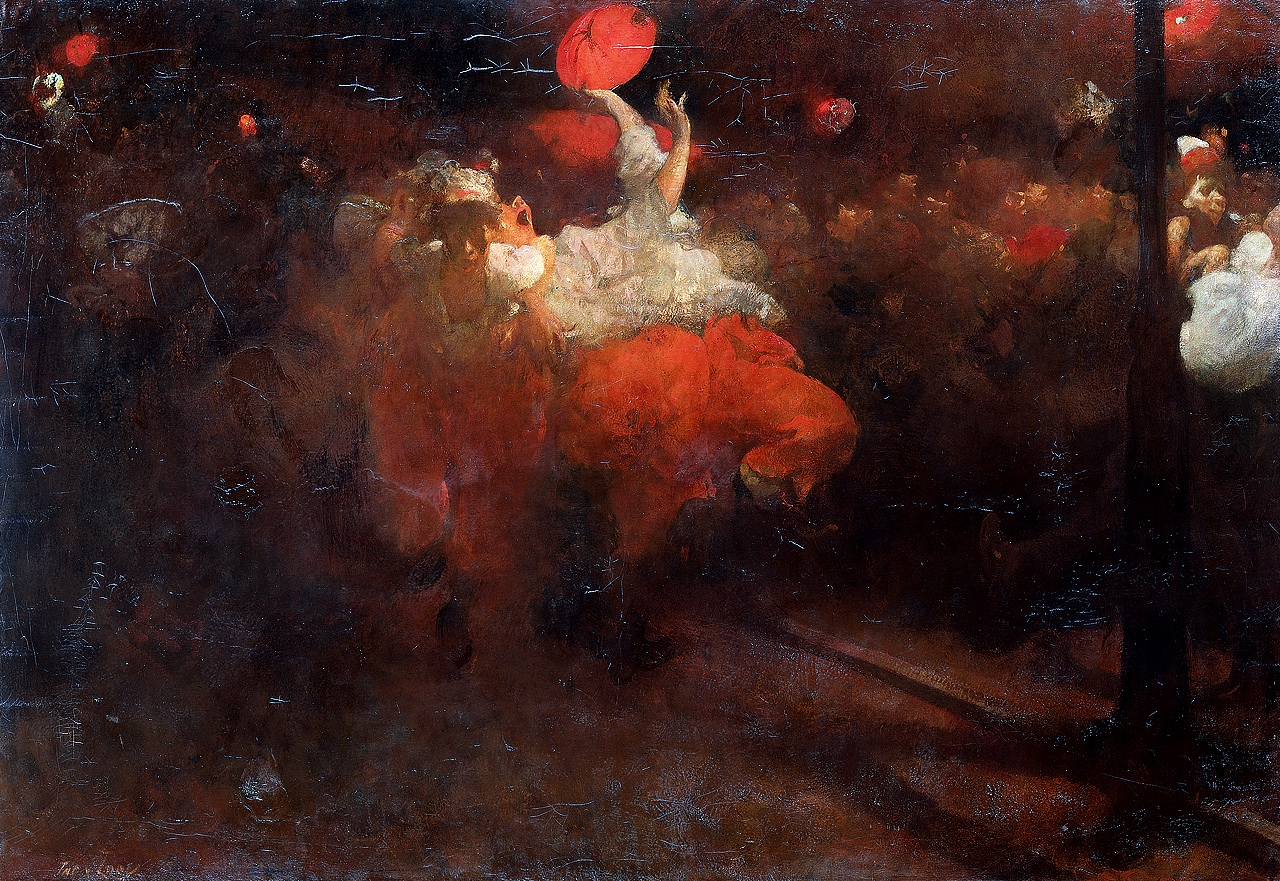
Oranjefeest, de Jacobus van Looy (circa 1900, coll. priv.).

L'impressionnisme d'Amsterdam apparaît au milieu du XIXe siècle, à peu près en même temps que l'impressionnisme français. Les peintres traduisent leurs impressions sur la toile par des coups de pinceau rapides et visibles. Ils s'attachent à dépeindre la vie quotidienne de la ville. À la fin du XIXe siècle, Amsterdam est un centre artistique et littéraire très actif. Parmi les peintres célèbres de l'impressionnisme amstellodamois, citons George Hendrik Breitner, Willem de Zwart, Isaac Israëls, Simon Duiker (nl) et Jan Toorop. George Hendrik Breitner introduit aux Pays-Bas un réalisme qui créé une onde de choc semblable à celle de Courbet et Manet en France. Il est le peintre des vues de ville par excellence : pieux de fondation en bois près du port, travaux de démolition et chantiers dans le vieux centre, tramways à chevaux sur le barrage ou canaux sous la pluie. Au tournant du XXe siècle, Breitner est un peintre célèbre aux Pays-Bas, comme en témoigne une exposition rétrospective très réussie à Arti et Amicitiae à Amsterdam (1901). Lorsque les rues d'Amsterdam sont grises et pluvieuses, les Amstellodamois murmurent sinistrement « Echt Breitnerweer » (la météo typique de Breitner).

### Vincent van Gogh

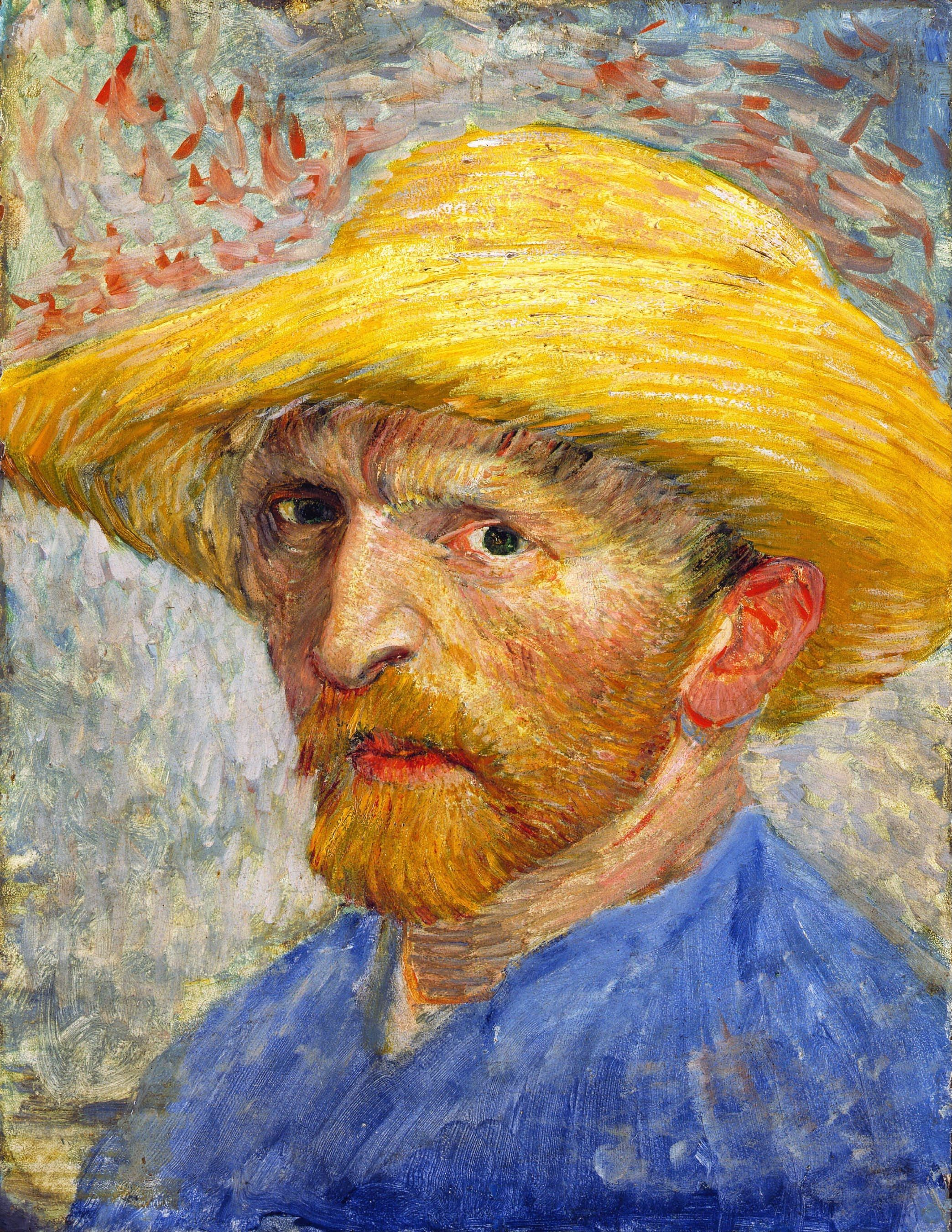
Autoportrait avec le chapeau de paille, de Vincent van Gogh (1887, Detroit Institute of Arts).

Vincent van Gogh (1853-1890) est un peintre post-impressionniste dont l'œuvre, remarquable par sa beauté brute, son honnêteté émotionnelle et ses couleurs vives, a une influence considérable sur l'art du XXe siècle. Après des années d'anxiété douloureuse et de fréquents épisodes de maladie mentale, il meurt à l'âge de 37 ans d'une blessure par balle, généralement considérée comme auto-infligée. Son œuvre n'est alors connue que d'une poignée de personnes et appréciée par un nombre encore plus restreint.
Après ses premières expositions à la fin des années 1880, la renommée de van Gogh ne cesse de croître auprès de ses collègues, des critiques d'art, des marchands et des collectionneurs. Après sa mort, des expositions commémoratives sont organisées à Bruxelles, Paris, La Haye et Anvers. Au début du XXe siècle, des rétrospectives sont organisées à Paris (1901 et 1905) et à Amsterdam (Stedelijk Museum, 1905), ainsi que d'importantes expositions collectives à Cologne (Sonderbund, 1912), à New York (Armory Show, 1913) et à Berlin (1914). Celles-ci ont un impact notable sur les générations suivantes d'artistes.
Au milieu du XXe siècle, van Gogh est considéré comme l'un des plus grands peintres de l'histoire et l'un des plus reconnaissables,. En 2007, un groupe d'historiens néerlandais compile le Canon des Pays-Bas, destiné à identifier les éléments indispensables de l'éducation publique néerlandaise et inclut van Gogh comme l'un des cinquante sujets du canon, aux côtés d'autres icônes nationales telles que Rembrandt et De Stijl. Avec celles de Pablo Picasso, les œuvres de Van Gogh figurent parmi les peintures les plus chères au monde jamais vendues, selon les estimations des ventes aux enchères et des ventes privées. Parmi celles qui ont été vendues pour plus de 100 millions de dollars (l'équivalent aujourd'hui), citons le Portrait du docteur Gachet, le Portrait de Joseph Roulin et Iris ; Champ de blé avec cyprès a été vendu en 1993 pour 57 millions de dollars, un prix spectaculairement élevé à l'époque, tandis que son Autoportrait à l'oreille bandée a été vendu de gré à gré à la fin des années 1990 pour un montant estimé entre 80 et 90 millions de dollars.

## XXesiècle

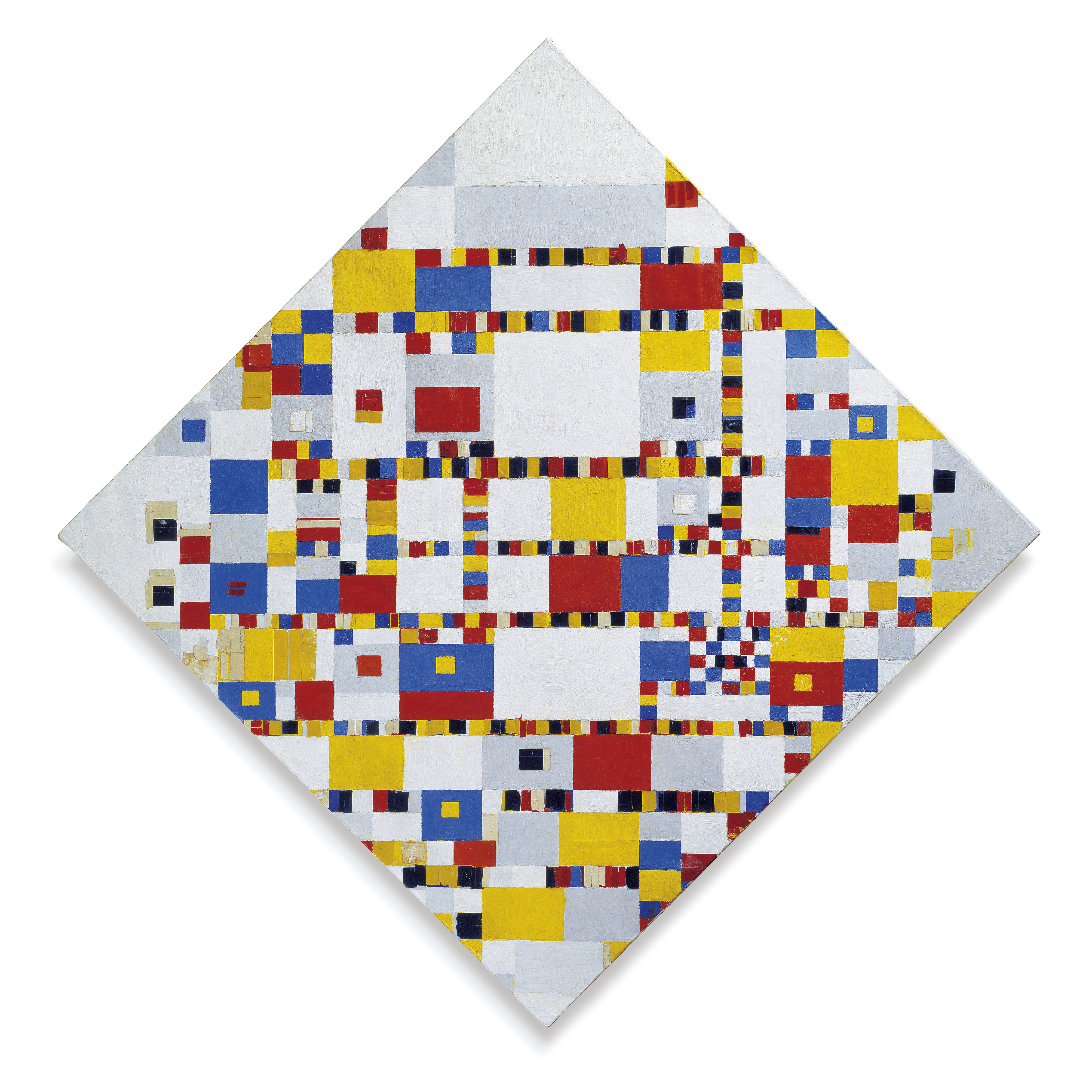
Victory Boogie Woogie, de Piet Mondrian (1944, Musée d'Art de La Haye).

Entre 1905 et 1910, le pointillisme, pratiqué par Jan Sluijters, Piet Mondrian et Leo Gestel (en), est en plein essor. Entre 1911 et 1914, tous les nouveaux mouvements artistiques arrivent aux Pays-Bas les uns après les autres, notamment le cubisme, le futurisme et l'expressionnisme, avec des artistes notables de cette époque comme le graveur M. C. Escher.
Après la Première Guerre mondiale, De Stijl (le style), dirigé par Theo van Doesburg et Piet Mondrian, promeut un art pur, composé uniquement de lignes verticales et horizontales, et l'utilisation de couleurs primaires. La Design Academy Eindhoven a été créée en 1947.

## Dans les musées
La plupart des musées possédant des collections de peintures anciennes possèdent de nombreuses peintures néerlandaises, en particulier des périodes flamandes primitives et de l'Âge d'or — souvent plus qu'ils ne peuvent en exposer. Parmi les collections les plus remarquables :
- Allemagne
  - Alte Pinakothek (Munich)
  - Gemäldegalerie (Berlin)
- Autriche
  - Musée d'Histoire de l'art de Vienne
- États-Unis
  - Metropolitan Museum of Art (New York)
  - National Gallery of Art (Washington)
- France
  - Musée du Louvre (Paris)
- Pays-Bas
  - Rijksmuseum Amsterdam
  - Musée Frans-Hals (Haarlem)
  - Mauritshuis (La Haye)
- Royaume-Uni
  - National Gallery (Londres)
- Russie
  - Musée de l'Ermitage (Saint-Pétersbourg)